# Rachel Cusk

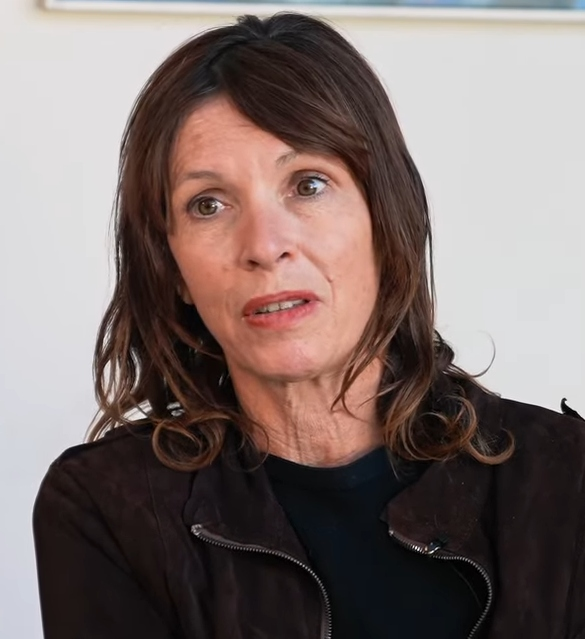
Rachel Cusk (2024)

Rachel Cusk (* 8. Februar 1967 in Saskatoon, Kanada) ist eine britische Schriftstellerin.

## Leben und Werk
Rachel Cusk wurde 1967 als zweites von vier Kindern in Kanada geboren und verbrachte den Großteil ihrer Kindheit in Los Angeles. Mit neun Jahren zog sie mit ihrer Familie nach Großbritannien. Dort studierte sie Englisch am New College der Universität Oxford. Später arbeitete sie bei einer Literaturagentur in London und bereiste Spanien und Mittelamerika. Cusk ist mit dem Künstler Siemon Scamell-Katz verheiratet. Zuvor war sie mit dem Vater ihrer beiden Töchter verheiratet, die Trennung verarbeitete sie 2012 auch literarisch. Sie lebte in Brighton, zog 2021 nach Paris.
Cusk hat acht Romane, drei literarische Memoirs und einen Essayband veröffentlicht und ist dafür vielfach ausgezeichnet worden. Sie zählt zu den Granta Best of Young British Novelists. 1993 wurde ihr erster Roman Saving Agnes veröffentlicht, für den sie den Whitbread First Novel Award bekam. 2001 verarbeitete sie ihre Erfahrungen als Mutter in dem Sachbuch A Life's Work: On Becoming a Mother. Es wurde in der englischen Presse oft als „uncompromising“, knallhart oder brutal ehrlich bezeichnet.
Ihr Roman Outline (2014), der im März 2016 in Deutschland im Suhrkamp Verlag erschien, kam auf die Shortlist des Folio Prize, des Goldsmiths Prize und des Baileys Women’s Prize for Fiction. Outline ist ein Roman über Liebe, Verlust, Erinnerung und den elementaren Drang, den anderen und sich selbst Geschichten zu erzählen. Die New York Times schrieb über Cusk: „Eine erstklassige Autorin mit beißender Intelligenz und kompromisslos genauer Beobachtungsgabe.“
2020 erschien in Deutschland Danach. Über Ehe und Trennung. Sie analysiert in ihrem autobiographischen Essay die Kollateralschäden des familiären Zusammenlebens, die Mythen des Mutterseins und einer von jugendlichen Illusionen geheilten Frau, die aus ihrem früheren Leben und aus der Liebe ausgestoßen ist. Ein Jahr später gelangte Cusks Roman Second Place (dt. Titel: Der andere Ort) auf die Longlist des britischen Booker Prize 2021 und wurde 2022 mit dem Prix Femina étranger ausgezeichnet.

## Werke

### Romane
- Saving Agnes (1993)
- The Temporary (1995)
- The Country Life (1997)
  - Übers. Margarete Längsfeld: Auf's Land Malik, München 1997, ISBN 978-3-89029114-7
- The Lucky Ones (2003)
- In the Fold (2005)
- Arlington Park (2006)
  - Übers. Sabine Hedinger: Arlington Park Rowohlt, Reinbek 2007, ISBN 978-3-498-00931-1
- The Bradshaw Variations (2009)
  - Übers. Sabine Hedinger: Die Bradshaw-Variationen Rowohlt, Reinbek 2011, ISBN 978-3-498-00934-2
- Outline (2014)
  - Übers. Eva Bonné: Outline Suhrkamp, Berlin 2016, ISBN 978-3-518-42528-2
- Transit (2016)
  - Übers. Eva Bonné: In Transit Suhrkamp, Berlin 2017, ISBN 978-3-518-42591-6
- Kudos (2018)
  - Übers. Eva Bonné: Kudos Suhrkamp, Berlin 2018, ISBN 978-3-518-42807-8
- Second Place (2021)
  - Übers. Eva Bonné: Der andere Ort Suhrkamp, Berlin 2021, ISBN 978-3-518-43018-7[6]

### Memoirs und Essays
- A Life's Work: On Becoming a Mother (2001)
  - Übers. Eva Bonné: Über das Mutterwerden. Suhrkamp, Berlin 2019, ISBN 978-3-518-42889-4
- The Last Supper: A Summer in Italy (2009)
- Aftermath: On Marriage and Separation (2012)
  - Übers. Eva Bonné: Danach. Über Ehe und Trennung. Suhrkamp, Berlin 2020, ISBN 978-3-518-42914-3
- Coventry (2019)

## Auszeichnungen
- 1993 Whitbread First Novel Award für Saving Agnes
- 1997 Somerset Maugham Award für The Country Life (Aufs Land)
- 2003 Whitbread Novel Award (Shortlist) mit The Lucky Ones
- 2007 Orange Prize for Fiction (Shortlist) mit Arlington Park
- 2015 Goldsmiths Prize (Shortlist)
- 2015 Folio Prize (Shortlist)
- 2015 Baileys Women’s Prize for Fiction (Shortlist)
- 2015 Scotiabank-Giller-Preis (Shortlist)
- 2018 Goldsmiths Prize (Shortlist, mit Kudos)
- 2019 Auswärtiges Ehrenmitglied der American Academy of Arts and Letters[7]
- 2022 Prix Femina étranger für La Dépendance (Orig.: Second Place)
- 2024 Premio Malaparte[8]